# Kispesti Futball Ház

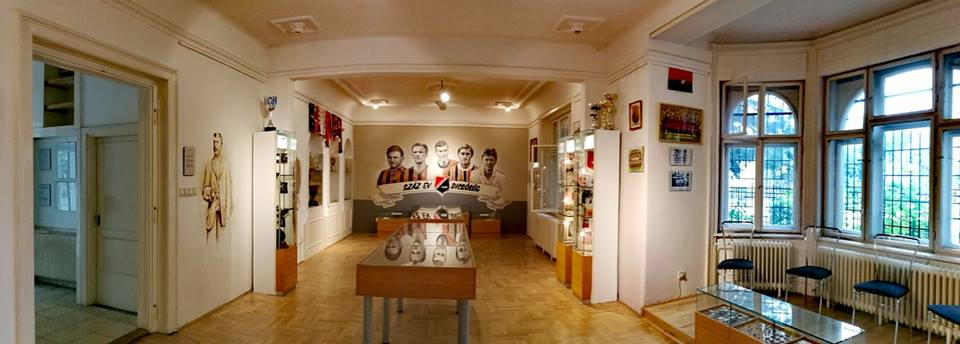
Nagyterem

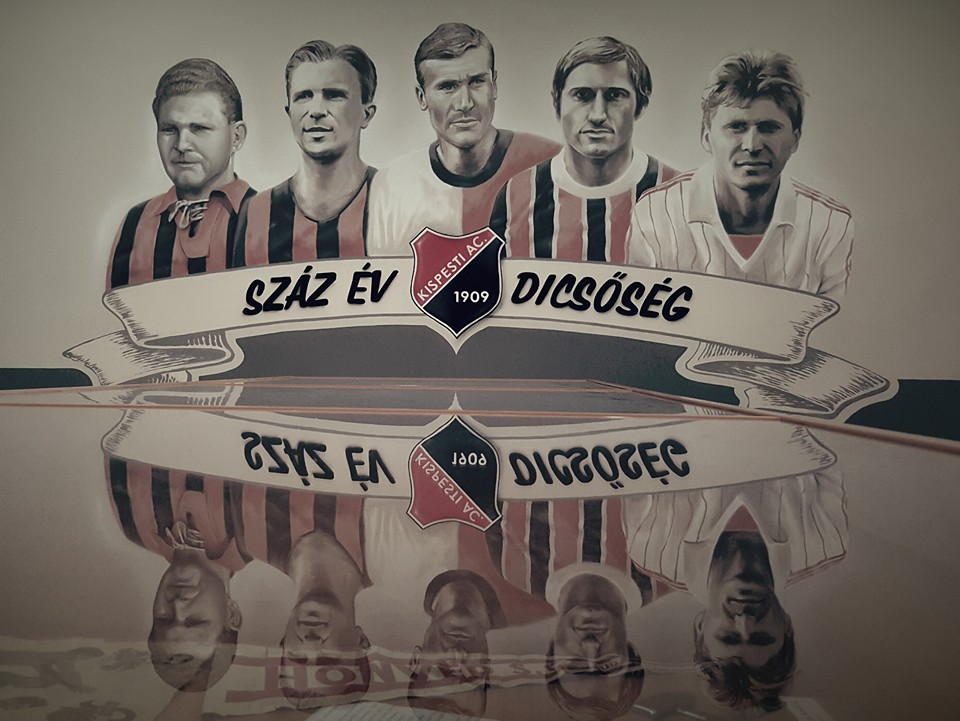
Nemes, Puskás, Tichy, Kocsis Lajos, Détári

A Kispesti Futball Ház Budapest XIX. kerületének sétálóutcájában, a Fő utca 38. szám alatt található. Az önkormányzat tulajdonában lévő épület korábban a Kispesti Helytörténeti Gyűjteménynek volt a része, de 2014-es felújítását követően a Kispesti Labdarúgásért Támogató Egyesület által összegyűjtött sporttörténeti gyűjteménynek ad otthont. A Budapest Honvéd FC szurkolóitól és játékosaitól kapott felajánlásokból és adományokból a klubhoz kötődő emléktárgyakat mutat be a kiállítás.

## Története
2014-ben a Budapest Honvéd szurkolói egyesülete, a KLTE, sporttörténeti gyűjteményt hozott létre főleg adományokból. A gyűjtemény bemutatására az adott lehetőséget, hogy az önkormányzat épületet biztosított, melyet széleskörű összefogás eredményeként felújítottak és sporttörténeti kiállítást rendeztek benne. Sajátos a gyűjtemény helyzete, mert független a klubtól és nem a klub stadionjában található. Hétfőnként és csütörtökönként 17-20 óra között látogatható a kiállítás.
A múzeum bemutatótere 150 négyzetméter és a kiállított tárgyak darabszámát tekintve jelentős anyag állt össze. A relikviák száma folyamatosan bővül, hiszen a Honvéd szurkolók rendre kölcsönöznek tárgyakat, így sok kupa, érem, mez, fénykép, dokumentum érkezett a Budapest Honvéd FC egykori játékosoktól, a Honvéd Baráti Körtől és a KLTE-től.
A legrégebbi tárgyak között megtalálható a Kispesti AC alapító okirata, bélyegzője. Külön vitrinje van Puskás Ferencnek, Bozsik Józsefnek, Tichy Lajosnak, Kozma Mihálynak, a 2017-es bajnokcsapatnak. Több vitrin foglalkozik a nyolcvanas évek Honvédos aranykorszakával és az ötvenes évekkel.
A Kispesti Futball Ház nemcsak bemutatóterem, hiszen egyfajta kultúrházként is működik. A vitrinek között havonta rendezvényeket szerveznek, például játékos találkozót, könyvbemutatót, díjkiosztót, de volt már itt sajtótájékoztató is. Csütörtökönként a Honvéd pénztárost biztosít a Futball Házba, így meccsjegy, bérletvásárlási lehetőség is van. 